# Fundación Juan Pablo II para el Deporte
Fundación presentada el 28 de julio de 2008, que busca educar en los valores de la persona transmitidos por el Evangelio a través del deporte. La Fundación colaborará con el Consejo Pontificio para los Laicos de la Santa Sede. El presidente honorario de la Fundación es Carlo Mazza, obispo italiano de Fidenza y antiguo capellán del equipo italiano en las Olimpiadas y en los Juegos del Mediterráneo. El presidente de la Fundación es Edio Costantini. 
Según Mazza, Juan Pablo II afrontó el tema del deporte en unos 120 discursos y mensajes.
La primera gran iniciativa de la Fundación, con motivo del Año de San Pablo, será un maratón que comenzará el 24 de abril de 2008 en Belén y concluirá el 21 de junio en Roma, en la plaza de San Pedro de la Ciudad del Vaticano. Otros proyectos consisten en la organización de un Simposio internacional sobre "Valores sociales y educativos del deporte" y una campaña nacional de promoción del deporte en las parroquias. 